# Wüstheuterode
Wüstheuterode este o comună din landul Turingia, Germania.

## Locație
Wüstheuterode este un loc în Eichsfeld și este situat pe drumul național 1074 din direcția Uder Vatterode.

## Istorie
Prima mențiune scrisă a fost în 1338 ca "Hadewartherode". În 1424, satul a fost ars ca urmare a unei dispute cu familia nobilă a lui Hanstein de către trupele orașului imperial Mühlhausen și distruse complet. Pentru că a fost pustiită pentru un timp în episod, a primit porecla "Wüstheuterode", care este și numele locului oficial din anul 1806 cel târziu. Locul a aparținut până la secularizarea din 1802 la Kurmainz și era supus jurisdicției familiei lui Hanstein. 1802-1807, locul a devenit prusac și apoi a venit în Regatul Westphalia. Din 1815 până în 1945 a fost parte a provinciei Saxonia prusace. 1945 a venit în zona ocupației sovietice și a fost din 1949 parte din RDG. Din 1961 până la reunificarea și reunificarea din 1989/1990, Wüstheuterode a fost afectată de închiderea frontierei germane din apropiere. Din 1990, locul aparține statului nou-fondat Turingia.

### Dezvoltare a populației
Creșterea populației (31 decembrie)
| - 1994: 597 - 1995: 609 - 1996: 633 - 1997: 626 - 1998: 622 - 1999: 613 | - 2000: 613 - 2001: 611 - 2002: 635 - 2003: 655 - 2004: 652 - 2005: 657 | - 2006: 647 - 2007: 627 - 2008: 619 - 2009: 607 - 2010: 604 - 2011: 616 | - 2012: 611 - 2013: 624 - 2014: 613 - 2015: 611 - 2016: 609 |

## Politic

### Consiliu parohial
Consiliul municipal din Wüstheuterode este compus din opt membri ai consiliului.
- CDU: 4 locuri
- FWG: 2 locuri
- SV: 2 locuri

### Primar
Primarul de onoare dna Silke Kaufhold (FWG) a fost ales la 6 iunie 2010 și a fost reales la 5 iunie 2016.
1. ↑  Alle politisch selbständigen Gemeinden mit ausgewählten Merkmalen am 31.12.2018 (4. Quartal) (în germană), Statistisches Bundesamt[*], arhivat din original la 10 martie 2019, accesat în 10 martie 2019